# Fundação dos Economiários Federais
A Fundação dos Economiários Federais (FUNCEF) é um fundo de pensão brasileiro que gerencia a previdência complementar dos funcionários da Caixa Econômica Federal. É o terceiro maior fundo de pensão do Brasil e um dos maiores da América Latina. Entidade fechada de previdência privada, sem fins lucrativos e com autonomia administrativa e financeira, foi criada com base na Lei nº 6.435, de 15 de julho de 1977. Hoje tem patrimônio ativo total superior a R$ 65,8 bilhões e mais de 134 mil participantes.

## Gestão
Em 2019 o FUNCEF era o 3⁰ maior fundo de pensão, com patrimônio de 69.240 milhões de reais.
Segundo a Federação Nacional das Associações do Pessoal da Caixa Econômica Federal (Fenae) a FUNCEF ainda seria uma boa fundação para os funcionários da Caixa Econômica porém ainda tê sérios problemas de gestão e na tomada de decisões do fundo como a assinatura do Termo de Ajustamento de Conduta (TAC) entre a Funcef e a Superintendência Nacional de Previdência Complementar que aumentava a dedução dos funcionários para manter o fundo, falta de transparência na condução do Resgate para quem aderiu ao Plano de Demissão Voluntária Extraordinário, falta de transparência na cobrança do equacionamento sobre o 13º, Contratação da Accenture com sigilo no valor pago, Engavetamento da Ação de Regresso enter outros. 

## Rombo
O rombo nos fundos de pensão de empresas estatais, incluindo a Funcef, foi investigado por uma CPI criada no Congresso, que terminou com o indiciamento de 145 pessoas suspeitas de envolvimento em esquemas de corrupção, entre os investimentos considerados suspeitos, e dos quais a Funcef participou, está a Sete Brasil, empresa criada para administrar sondas de perfuração da Petrobrás, e que depois foi envolvida na Operação Lava Jato; a Caixa e os participantes do fundo precisarão injetar 7,7 bilhões de reais para cobrir o rombo do fundo, metade desse valor foi descontada dos contracheques de salários e benefícios de 62.500 funcionários da Caixa.

Em 2016 a Operação Greenfield] foi deflagrada pela Polícia Federal e pelo Ministério Público Federal para investigar um desvio de reccursos dos fundos de pensão, bancos públicos e estatais estimado, inicialmente, em pelo menos em 8 bilhões de reais.
Em 7 de janeiro de 2019, o ex-ministro da Fazenda Palocci  prestou três depoimentos ao Ministério Público Federal (MPF) nas investigações da Operação Greenfield, por ter participado do governo do PT, os procuradores responsáveis pelo caso esperam que ele possa trazer informações sobre os supostos desvios nos fundos de pensão de servidores de estatais, em uma das denúncias sobre o suposto esquema de corrupção que já foram apresentadas à Justiça Federal, 14 investigados se tornaram réus, incluindo o ex-tesoureiro do PT João Vaccari Neto, dee acordo com o MPF, o grupo foi responsável por um prejuízo de R$ 402 milhões ao Funcef, em valores atualizados até 2015, contribuindo para o déficit acumulado de R$ 18 bilhões registrado pelo fundo no final de 2016. Segundo a denúncia, R$ 5,9 milhões do esquema foram direcionados ao PT.